# 조라쿠지역
조라쿠지(누마지 교통 과학관 앞)역(일본어: 長楽寺(ヌマジ交通ミュージアム前)駅, ちょうらくじ(ぬまじこうつうみょーじあむまえ)えき 초오라쿠지(누마지코오쓰으뮤우지아무마에)에키[*])은 일본 히로시마현 히로시마시 아사미나미구에 있는 히로시마 신교통 1호선의 역이다. 부역명은 "누마지 교통 과학관 · 누마지 병원 앞(ヌマジ交通ミュージアム・沼地病院前)"이다.
| 1 | ■ 하행 | 오바라 · 오즈카 · 고이키코엔마에 방면                                                                   |
| 2 | ■ 상행 | 가미야스 · 오마치 · 나카스지 · 기온신바시키타 · 우시타 · 하쿠시마 · 신하쿠시마 · 겐초마에 · 혼도리 방면 |

히로시마 고속 교통의 조라쿠지 역은 섬식 승강장 1면 2선의 구조를 갖춘 고가역이다.

## 개요
본래의 구상에서는 혼도리역에서 당역까지의 노선이며, 당역 근처에는 나가라쿠지 차고가 설치되었다. 현재도 당역 시발·당역 정지 열차가 다수 존재한다. 1994년 아시아 경기 대회가 히로시마에서 개최되게 되었기 때문에, 급히 메인 스타디움이 된 히로시마 빅 아치까지 접속하게 되어, 건설의 시점에서고이키코엔마에역 까지의 연신이 결정, 도중 역이 된다.
조라쿠지 차고의 인공 지반상에는 히로시마 고속 교통의 본사와 히로시마시 교통 과학관이 세워져 있으며, 이 역에는 부역 이름으로 "교통 과학관 앞"이라고 불린다. 했다. 2015 년 명명권 (네이밍 라이츠)의 도입에 의해 "누마지 교통 과학관"이라고 명칭이 바뀌었지만, 부역 이름에 대해서는 옛 "교통 과학관 앞" 를 계속 사용하는 것(공식 사이트 및 차량내의 노선도 등)과 "누마지 교통 과학관 앞"라는 새로운 명칭으로 재기록된 것 역명이 병기되어 있는 운임표 등)의 양쪽이 존재하고 있다.

## 같이 보기
- 히로시마 고속 교통 히로시마 신교통 1호선
- 히로시마 고속 교통

| 히로시마 고속 교통 히로시마 신교통 1호선 | 히로시마 고속 교통 히로시마 신교통 1호선 | 히로시마 고속 교통 히로시마 신교통 1호선 |
| ---------------------------------------- | ---------------------------------------- | ---------------------------------------- |
| 다카도리 혼도리 방면                     | ■ 아스트램 라인                          | 도모 고이키코엔마에 방면                 |